# Aero Adventure Toucan
 (mai 2025).
Si vous disposez d'ouvrages ou d'articles de référence ou si vous connaissez des sites web de qualité traitant du thème abordé ici, merci de compléter l'article en donnant les références utiles à sa vérifiabilité et en les liant à la section « Notes et références ».
L’Aero Adventure Toucan est un ULM biplace en tandem d’entrainement à structure tubulaire entoilée commercialisé en kit pour la construction amateur par une entreprise de Floride. Monoplan à aile haute et moteur arrière, train classique et poutre porte empennage.

## Caractéristiques
- Envergure: 9,04 m
- Longueur: 6,86 m
- Hauteur: 1,83 m
- Surface alaire: SP 14,5 m2
- Masse à vide: Pv 209 kg
- Masse totale au décollage: 477 kg
- Moteur : 1 Rotax 582 de 65 ch
- Vitesse maximale : Vx 136 km/h
- Vitesse de croisière : 104 km/h
- Vitesse de décrochage : 43 km/h
- Taux de montée initial : 244 m/min
- Distance de décollage : 38 m
- Plafond pratique : 4 300 m